# ماناراگا
ماناراگا (روسی: Гора Манарага) یک کوه در جمهوری کومی کشور روسیه است.